# Damián Torino
Damián Manuel Torino (Salta, 23 de febrero de 1863 - Buenos Aires, 25 de enero de 1932) fue un abogado y político argentino, que se desempeñó como ministro de Agricultura durante la presidencia de Manuel Quintana. Asimismo fue miembro de número de la Academia Nacional de Agronomía y Veterinaria incorporado en 1925.

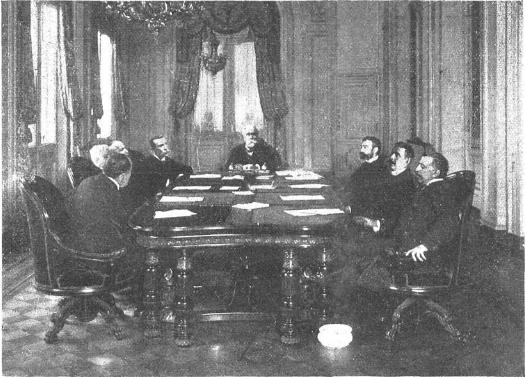
Primera reunión del Gabinete del Presidente Quintana. 17 de octubre de 1904.

## Trayectoria
Damián Manuel Torino nació en la ciudad de Salta el 23 de febrero de 1863; del matrimonio entre Desiderio Torino y Cupertina Solá. Bautizado en su ciudad natal el día de su nacimiento, Torino descendía de personajes con destacada actuación en la época virreinal y durante la guerra de la Independencia Argentina. Vivió toda su infancia en Salta, trasladándose a Buenos Aires en 1880, año en el que ingresó a la Facultad de Derecho de la Universidad de Buenos Aires.
Damián Torino fue Ministro de Agricultura durante la Presidencia de Manuel Quintana, desde el 12 de octubre de 1904 hasta el 12 de marzo de 1906, cuando falleció el presidente Quintana y José Figueroa Alcorta asumió la titularidad del Poder Ejecutivo.
Casado con Aurelia Uriburu tuvieron 10 hijos.